# Ludwig W. Adamec
Ludwig W. Adamec (* 10. März 1924 in Wien, Österreich; † 1. Jänner 2019 in Tucson, Arizona) war ein österreichisch-US-amerikanischer Historiker und Afghanistan-Experte. Er lehrte als Professor an der University of Arizona und war Direktor des dortigen Center for Middle Eastern Studies.

## Leben
Adamec wuchs in der österreichischen Hauptstadt auf. Mit fünf Jahren wurde er Halbwaise, mit 14 Jahren verließ er die Schule und begann später in Wien eine Lehre als Werkzeug- und Formenbauer.
Den seit dem Anschluss Österreichs herrschenden Nationalsozialisten stand Adamec ablehnend gegenüber, er gehörte zu der in Wien angefeindeten Swing-Jugend. Nach dem Tod seiner Mutter beschloss er 1940, „Großdeutschland“ zu verlassen, um nicht in einem Waisenheim umerzogen zu werden. Er flüchtete über Passau und Konstanz in Richtung Schweiz, wurde jedoch aufgegriffen. Nach mehreren erfolgreichen Fluchtversuchen aus Wiener Waisenheimen und Besserungsanstalten in Richtung Tschechoslowakei und Ungarn verbrachte er sieben Monate im Wiener Gefängnis, ehe er im Gestapo-Gefängnis Rossauer Kaserne das Urteil für die Überstellung in das Jugendschutzlager Moringen (Niedersachsen) erhielt. Dort wurde er zur schwerer körperlicher Arbeit eingesetzt und bei Kriegsende beinahe wegen Abhörens feindlicher Sender zum Tode verurteilt. Bei Naherücken der Front wurde das Lager evakuiert. Adamec konnte nahe Göttingen flüchten und kehrte nach Österreich zurück.
Adamec verließ Österreich im Jahr 1950 und machte ausgedehnte Reisen durch Europa, Asien und Afrika. 1952 bereiste er erstmals Afghanistan und blieb zwei Jahre in Herat und Kabul.
Er ließ sich 1954 in den USA nieder, studierte politische Wissenschaften (B.A. 1960) und Journalismus (M.A. 1961). Mit einer Dissertation über die Außenpolitik Afghanistans zwischen 1900 und 1923 – gefördert mit einem Forschungsstipendium des Fulbright-Hays-Programms – wurde er 1966 an der University of California, Los Angeles zum Ph.D. in Islamwissenschaft und Middle East Studies promoviert. Ein prägender akademischer Lehrer war dort der Nahost-Historiker Gustave E. von Grunebaum, der ebenfalls aus Wien stammte. Adamecs Forschungsinteresse galt weiterhin der Geschichte Afghanistans. In den 1960er und 1970er Jahren reiste er regelmäßig in dieses Land. Dort wurde das Interesse eines westlichen Akademikers hochgeschätzt. Zuletzt reiste Adamec im Jahre 2008 nach Kabul, auf Einladung des afghanischen Außenministeriums, um an dem internationalen Seminar über Mahmud Tarzi teilzunehmen.
Er veröffentlichte zahlreiche Bücher, darunter die Wiederveröffentlichung des Historical and political gazetteer of Afghanistan, welcher von der Regierung von Britisch-Indien erstellt worden war. Die sechs Bände erschienen zwischen 1972 und 1985.
1967 wurde er an der University of Arizona in Tucson Dozent für Nahoststudien und unterrichtete Geschichte des Nahen Ostens und des subsaharischen Afrika seit 500 n. Chr. und leitete auch Sprachkurse für Arabisch und Persisch. 1975 begründete er das Nahost-Zentrum (Center for Middle Eastern Studies) der Universität und war bis 1985 dessen Leiter. Von 1986 bis 1987 war er Leiter der Afghanistan-Abteilung des Rundfunksenders Voice of America. 2005 wurde er emeritiert.
Zuletzt war Adamec emeritierter Professor am Institut für Nahost- und Nordafrikastudien der Universität von Arizona.
Adamec starb am 1. Januar 2019 in Tucson (Arizona) und hinterließ seine Ehefrau, einen Sohn und zwei Stiefkinder.

## Publikationen
- Afghanistan, 1900–1923. A Diplomatic History. University of California Press, Berkeley 1967.
- Historical and political gazetteer of Afghanistan. 6 Bände. Akademische Druck- und Verlags-Anstalt, Graz 1972–1985.
- Afghanistan's Foreign Affairs to the Mid-Twentieth Century. Relations with the USSR, Germany, and Britain. University of Arizona Press, Tucson 1974.
- Historical and Political Who’s Who of Afghanistan. Akademische Druck- und Verlagsanstalt, Graz 1975.
- Historical Dictionary of Afghanistan. 4. Auflage, Scarecrow Press, Lanham (MD) 2012 [1991].
- Historical dictionary of Afghan wars, revolutions, and insurgencies. 2. Auflage, Scarecrow Press, Lanham (MD) 2005 [1996].
- Historical Dictionary of Islam. 3. Auflage, Rowman & Littlefield, Lanham (MD) 2013 [2001].
- The A to Z of Islam. 2. Auflage, Scarecrow Press, Lanham (MD) 2009 [2002].
- Mit Frank A. Clements: Conflict in Afghanistan. An Encyclopedia. ABC-CLIO, Santa Barbara 2003.

### Artikel
- Anglo-Afghan Treaty of 1921 - Encyclopedia Iranica, Vol. II, Fasc. 1, pp. 36–37, erstmals veröffentlicht 1985, überarbeitet 2011
- Egypt: Relations with Afghanistan - Encyclopedia Iranica, Vol. VIII, Fasc. 3, pp. 266–267, erstmals veröffentlicht 1998, überarbeitet 2011
- Third Anglo-Afghan War - Encyclopedia Iranica, Vol. II, Fasc. 1, pp. 37–41, erstmals veröffentlicht 1985, überarbeitet 2011